# Фурне Лујзан
Фурне Лизан (фр. Fournets-Luisans) насеље је и општина у источној Француској у региону Франш-Конте, у департману Ду која припада префектури Безансон.
По подацима из 2011. године у општини је живело 635 становника, а густина насељености је износила 22,92 становника/km². Општина се простире на површини од 27,71 km². Налази се на средњој надморској висини од 913 метара (максималној 1.042 m, а минималној 706 m).

## Демографија
| 1962. | 1968. | 1975. | 1982. | 1990. | 1999. | 2011. |
| ----- | ----- | ----- | ----- | ----- | ----- | ----- |
| 381   | 391   | 380   | 432   | 494   | 501   | 635   |

График промене броја становника у току последњих година